# GeForce FX
A série GeForce FX ou "GeForce 5" (codinome NV30) é uma linha de unidades de processamento gráfico do fabricante Nvidia.

## Visão geral
A série GeForce FX da Nvidia é a quinta geração da linha GeForce. Com o GeForce 3, a empresa introduziu a funcionalidade de sombreamento programável em sua arquitetura 3D, de acordo com o lançamento do DirectX 8.0 da Microsoft. A GeForce 4 Ti foi um aprimoramento da tecnologia GeForce 3. Com a tecnologia de gráficos 3D em tempo real avançando continuamente, o lançamento do DirectX 9.0 trouxe mais refinamento da tecnologia de pipeline programável com a chegada do Shader Model 2.0. A série GeForce FX é a primeira geração de hardware compatível com Direct3D 9 da Nvidia.
A série foi fabricada no processo de fabricação de 130 nm da TSMC. É compatível com Shader Model 2.0/2.0A, permitindo mais flexibilidade em programas complexos de shader/fragmento e precisão aritmética muito maior. Ele suporta uma série de novas tecnologias de memória, incluindo DDR2, GDDR2 e GDDR3 e foi a primeira implementação da Nvidia de um barramento de dados de memória com mais de 128 bits. A implementação da filtragem anisotrópica tem qualidade potencialmente mais alta do que os designs anteriores da Nvidia. Os métodos anti-aliasing foram aprimorados e modos adicionais estão disponíveis em comparação com o GeForce 4. A largura de banda da memória e os mecanismos de otimização da taxa de preenchimento foram aprimorados. Alguns membros da série oferecem taxa de preenchimento dupla em passagens z-buffer/somente estêncil.
A série também trouxe melhorias para o hardware de processamento de vídeo da empresa, na forma do Video Processing Engine (VPE), que foi implantado pela primeira vez na GeForce 4 MX. A principal adição, em comparação com as GPUs Nvidia anteriores, foi o desentrelaçamento de vídeo por pixel.
A versão inicial da GeForce FX (a 5800) foi uma das primeiras placas a vir equipada com um grande cooler de dois slots. Chamado de "Flow FX", o cooler era muito grande em comparação com o pequeno cooler de slot único da ATI na série 9700. Ele foi chamado jocosamente de "Dustbuster", devido ao alto nível de ruído do ventilador.
A campanha publicitária da GeForce FX apresentava o Dawn, que foi obra de vários veteranos da animação por computador Final Fantasy: The Spirits Within. A Nvidia o divulgou como "A Origem da Computação Cinematográfica".
A Nvidia lançou uma nova campanha para motivar os desenvolvedores a otimizar seus títulos para o hardware da Nvidia na Game Developers Conference (GDC) em 2002. Em troca da exibição proeminente do logotipo da Nvidia na parte externa da embalagem do jogo, a empresa ofereceu acesso gratuito a um estado laboratório de teste de última geração na Europa Oriental, que testou a compatibilidade em 500 configurações de PC diferentes. Os desenvolvedores também tiveram amplo acesso aos engenheiros da Nvidia, que ajudaram a produzir códigos otimizados para os produtos da empresa.
O hardware baseado no projeto NV30 não foi lançado até o final de 2002, vários meses depois que a ATI lançou sua arquitetura concorrente DirectX 9.

## Desempenho geral

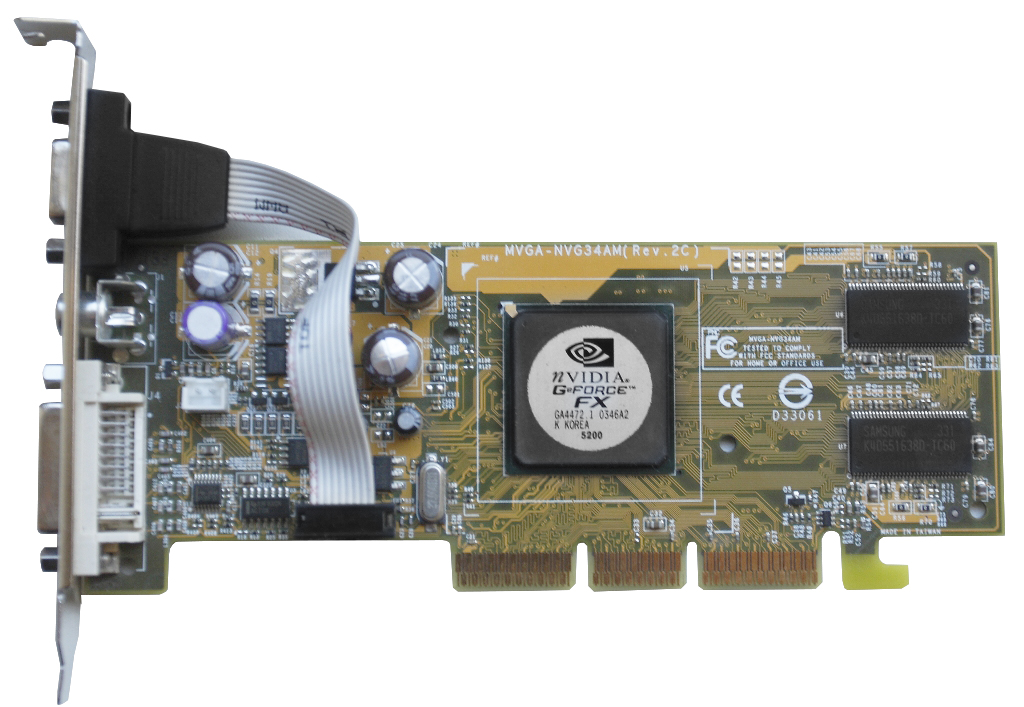
GeForce FX 5200

GeForce FX é uma arquitetura projetada com o software DiectX 7, 8 e 9 em mente. Seu desempenho para DirectX 7 e 8 foi geralmente igual ao dos produtos concorrentes da ATI com as versões convencionais dos chips e um pouco mais rápido no caso dos modelos 5900 e 5950, mas é muito menos competitivo em toda a gama de software que usa principalmente Recursos do DirectX 9.
Seu fraco desempenho no processamento de programas Shader Model 2 é causado por vários fatores. O design do NV3x tem menos paralelismo geral e taxa de transferência de cálculo do que seus concorrentes. É mais difícil, em comparação com as séries GeForce 6 e ATI Radeon R300, obter alta eficiência com a arquitetura devido a fraquezas arquitetônicas e uma forte dependência resultante de código otimizado de pixel shader. Embora a arquitetura fosse totalmente compatível com a especificação DirectX 9, ela foi otimizada para desempenho com código de shader de 16 bits, que é menos do que o mínimo de 24 bits exigido pelo padrão. Quando o código de shader de 32 bits é usado, o desempenho da arquitetura é severamente prejudicado. A ordem adequada das instruções e a composição das instruções do código do sombreador são críticas para aproveitar ao máximo os recursos computacionais disponíveis.

## Atualizações e diversificação de hardware

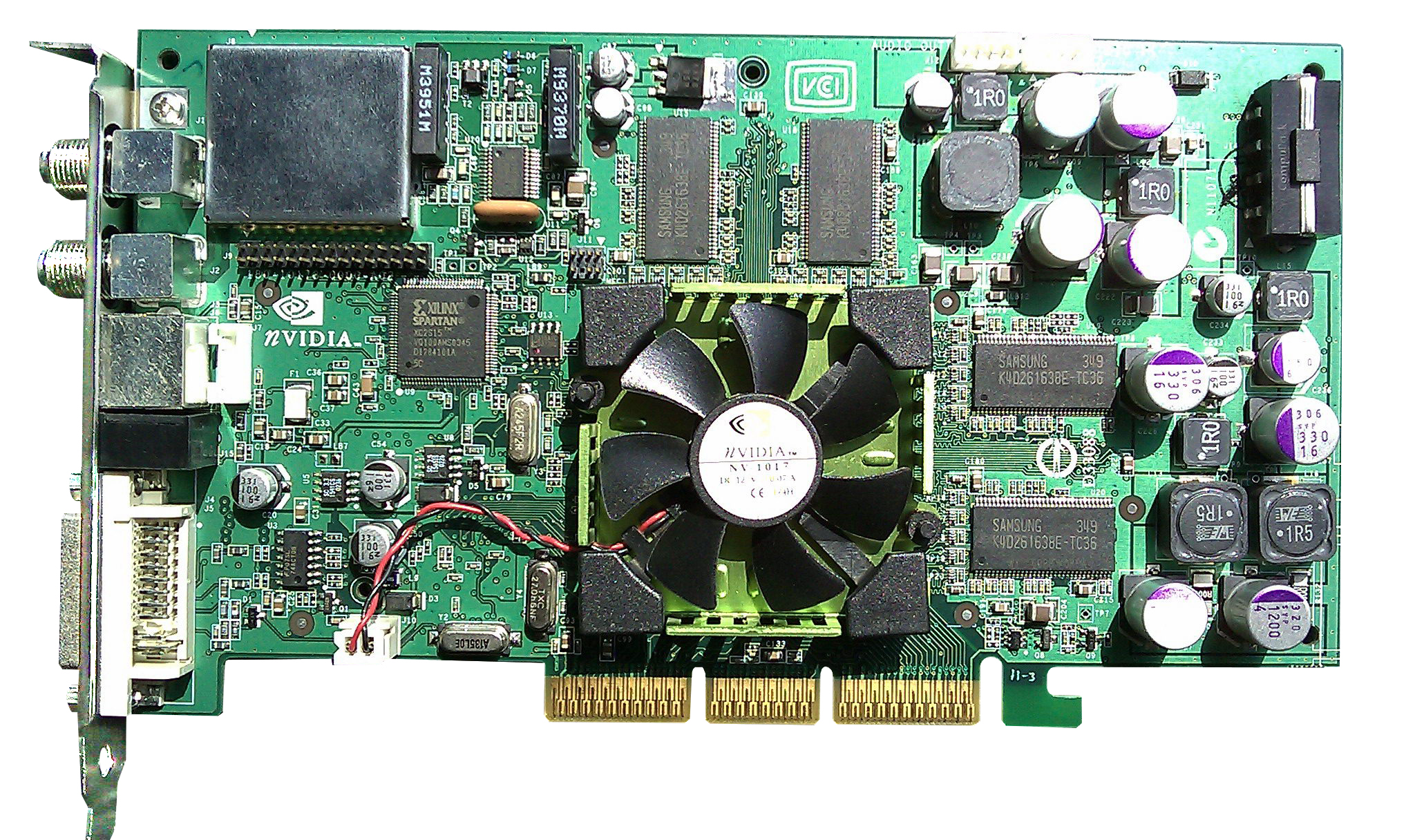
Personal Cinema FX 5700

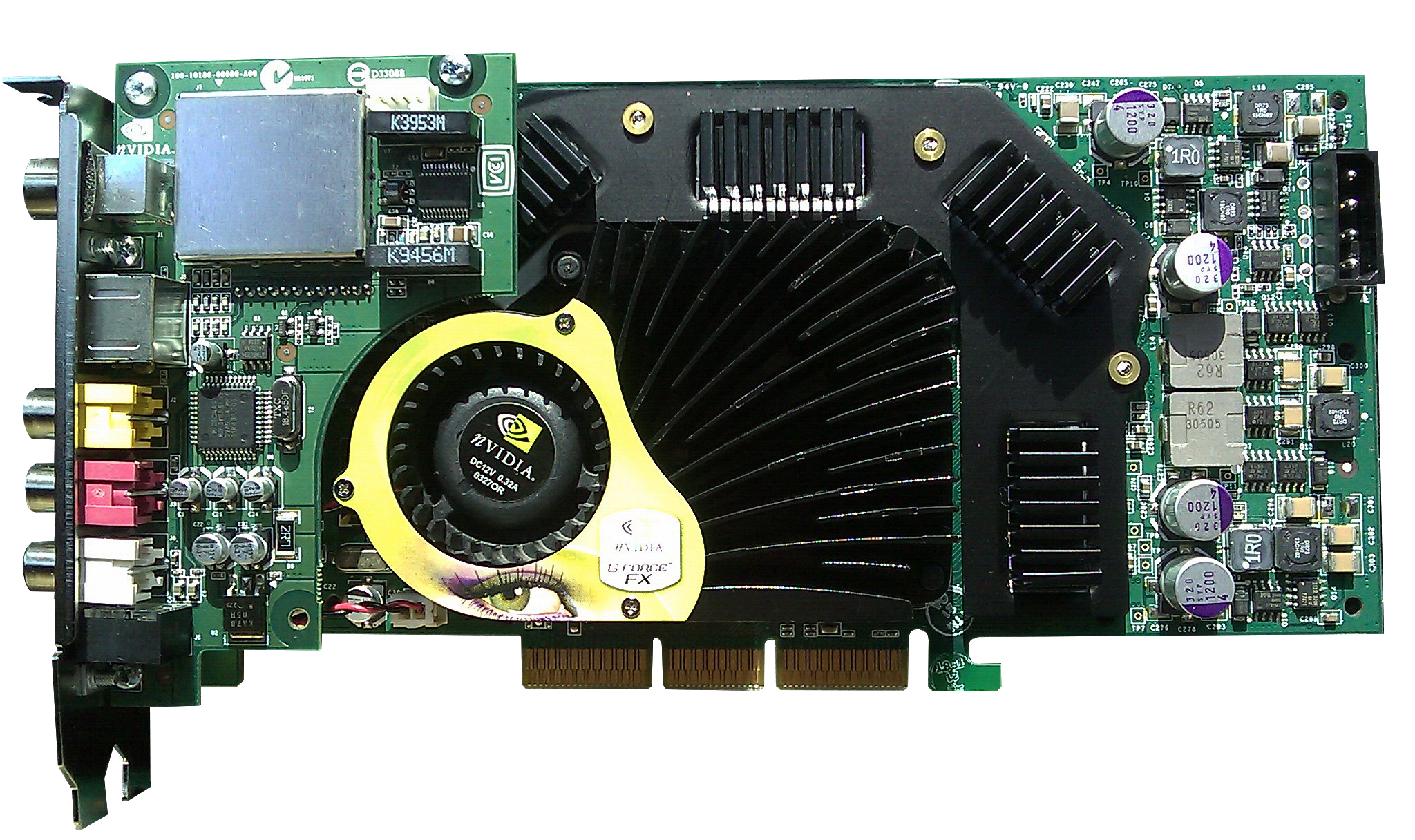
Personal Cinema FX 5900 Ultra

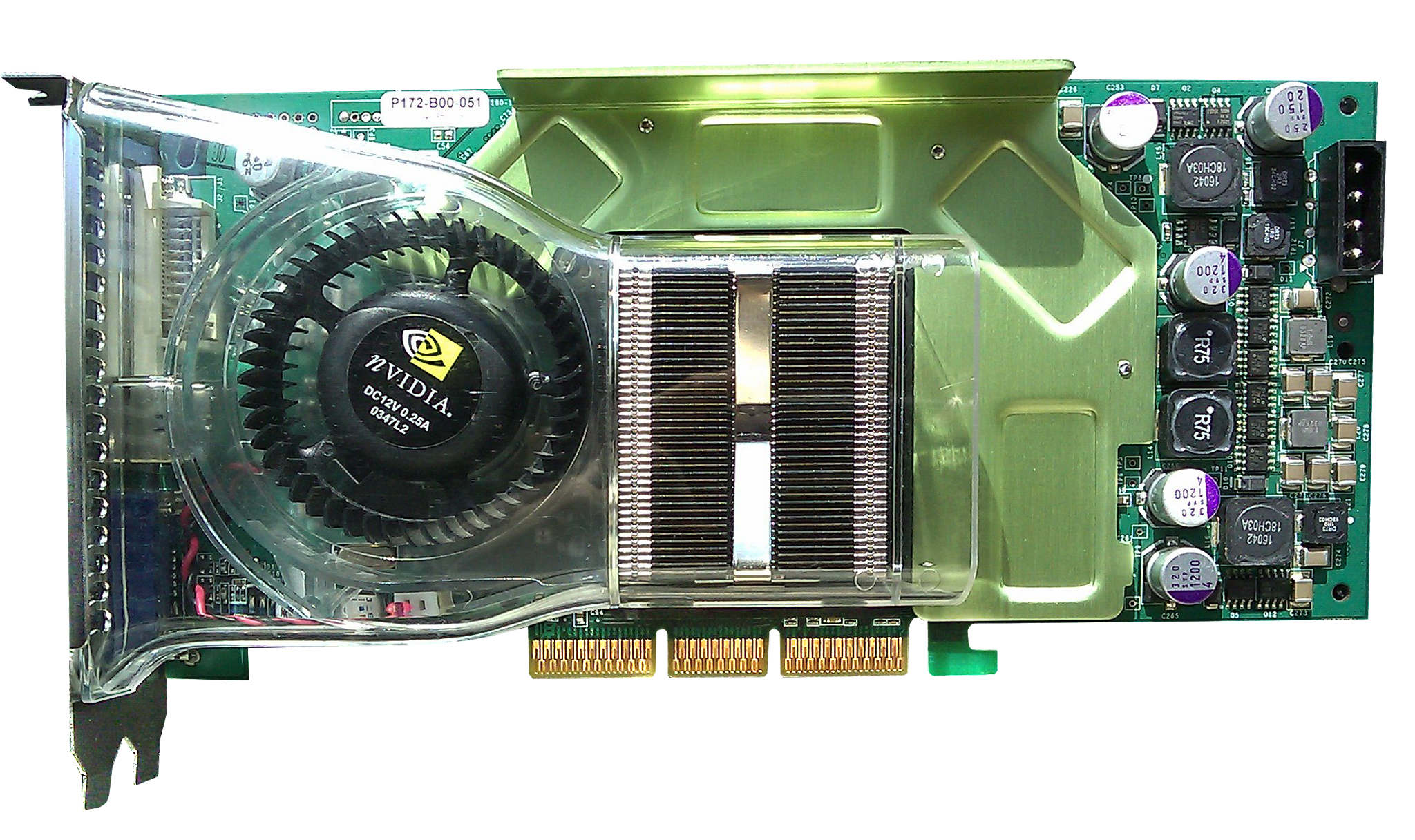
GeForce FX 5950 Ultra

O lançamento inicial da Nvidia, o GeForce FX 5800, foi planejado como uma peça de ponta. Na época, não havia produtos GeForce FX para os outros segmentos do mercado. A GeForce 4 MX continuou em seu papel como placa de vídeo econômica e as placas GeForce 4 Ti mais antigas preenchidas na faixa intermediária.
Em abril de 2003, a empresa lançou a GeForce FX 5600 e a GeForce FX 5200 para atender a outros segmentos de mercado. Cada um tinha uma variante "Ultra" e uma variante mais lenta, orientada para o orçamento e todas usavam soluções convencionais de resfriamento de slot único. O 5600 Ultra teve um desempenho respeitável no geral, mas foi mais lento que o Radeon 9600 Pro e às vezes mais lento que a série GeForce 4 Ti. O FX 5200 não teve um desempenho tão bom quanto o GeForce 4 MX440 ou Radeon 9000 Pro da geração DirectX 7.0 em alguns benchmarks.
Em maio de 2003, a Nvidia lançou o GeForce FX 5900 Ultra, um novo produto topo de linha para substituir o FX 5800 de baixo volume e decepcionante. este produto era mais competitivo com a Radeon 9700 e 9800. Além de redesenhar as partes da GPU, a empresa mudou para um barramento de dados de memória de 256 bits, permitindo uma largura de banda de memória significativamente maior do que a 5800, mesmo ao utilizar sistemas mais comuns DDR SDRAM em vez de DDR2. O 5900 Ultra teve um desempenho um pouco melhor do que o Radeon 9800 Pro em jogos que não usavam muito o shader model 2 e tinha um sistema de resfriamento mais silencioso do que o 5800.
Em outubro de 2003, a Nvidia lançou a GeForce FX 5700 e a GeForce FX 5950. A 5700 era uma placa intermediária usando a GPU NV36 com tecnologia da NV35, enquanto a 5950 era uma placa de ponta novamente usando a GPU NV35, mas com velocidade de clock adicional. O 5950 também apresentava uma versão redesenhada do cooler FlowFX do 5800, desta vez usando uma ventoinha maior e mais lenta e funcionando muito mais silenciosamente como resultado. O 5700 fornecia forte competição para o Radeon 9600 XT em jogos limitados ao uso leve do shader model 2. O 5950 era competitivo com o Radeon 9800 XT, novamente, desde que os pixel shaders fossem levemente usados.
Em dezembro de 2003, a empresa lançou a GeForce FX 5900XT, uma placa de vídeo voltada para o segmento intermediário. Era semelhante ao 5900 Ultra, mas com clock mais lento e memória mais lenta. Ela competiu mais completamente com a Radeon 9600 XT, mas ainda ficou para trás em alguns cenários de intenso sombreamento.ref>Gasior, Geoff (15 de dezembro de 2003). «NVIDIA's GeForce FX 5900 XT GPU». Tech Report. Consultado em 26 de fevereiro de 2023</ref>
A linha GeForce FX mudou para PCI Express no início de 2004 com vários modelos, incluindo PCX 5300, PCX 5750, PCX 5900 e PCX 5950. Essas placas eram basicamente as mesmas de suas predecessoras AGP com números de modelo semelhantes. Para operar no barramento PCIe, um chip "ponte HSI" AGP-para-PCIe na placa de vídeo converteu os sinais PCIe em sinais AGP para a GPU.
Também em 2004, a série GeForce FX 5200 / 5300 que utilizava a GPU NV34 recebeu um novo membro com o FX 5500.

## Suporte descontinuado
A NVIDIA encerrou o suporte de driver para a série GeForce FX.
- Windows 9x & Windows Me: 81.98 lançado em 21 de dezembro de 2005; Download.
- Windows 2000, 32-bit Windows XP & Media Center Edition: 175.19 lançado em 23 de junho de 2008; Download. (Lista de produtos suportados também nesta página)

Observe que o driver 175.19 é conhecido por interromper a área de trabalho remota do Windows (RDP).
A última versão antes do problema é 174.74. Aparentemente foi corrigido em 177.83, embora esta versão não esteja disponível para as placas gráficas GeForce 5. Também digno de nota é que 163.75 é o último driver bom conhecido, que lida corretamente com o ajuste das propriedades de cor de sobreposição de vídeo para a série GeForce FX. Os drivers WHQL subsequentes não lidam com toda a gama de possíveis ajustes de sobreposição de vídeo (169.21) ou não têm efeito sobre eles (175.xx).
- Windows XP (32-bit): 175.40 lançado em 1º de agosto de 2008;.
- Windows Vista: 96.85 lançado em 17 de outubro de 2006.
- Windows Vista: 97.34 lançado em 21 de novembro de 2006.